# إزرائيل خوسيه روبيو
إزرائيل خوسيه روبيو (بالإسبانية: Israel Rubio) هو رباع فنزويلي، ولد في 11 يناير 1981.

## وصلات خارجية
- إزرائيل خوسيه روبيو على موقع IAT Database Weightlifting (الألمانية)
- إزرائيل خوسيه روبيو على موقع أوليمبيديا (الإنجليزية)